# LT vz. 38
LT vz. 38 (nebo TNHP, německy PzKpfw 38(t) či SdKfz 140) byl lehký tank československé konstrukce (vyroben společně ČKD a Škodou) převzatý Wehrmachtem po obsazení Československa v roce 1939 a používaný jím během druhé světové války. V roce 1939 byl považován za jeden z nejlepších lehkých tanků na světě. Vzhledem k rychlému vývoji obrněné techniky během válečných let však poměrně rychle zastaral. Německu se osvědčil jak v Polsku v roce 1939, tak i ve Francii v roce 1940 a na Balkáně na jaře 1941. Vpád do SSSR v červnu 1941 a střety se stále narůstajícími počty tanků T-34 ale ukázal, že lehký tank má pro rok 1942 jen omezené možnosti. Německo vyrobilo v letech 1939–1941 několik sérií s vylepšeným pancířem, aby v roce 1942 výrobu tanku ukončilo. Ještě v roce 1942 byla nově vyrobenými tanky vyzbrojena 22. tanková divize, která byla v témže roce zničena u Stalingradu. V roce 1942 Wehrmacht ztratil trvale 429 tanků PzKpwf.38(t). Německo v roce 1942 výrobu tanků ukončilo, ponechalo ve výrobě však jeho korbu a podvozek, který se stal základem pro mnoho odvozených a přestavovaných typů zbraní – zejména samohybných děl a stíhačů tanků.

## Vývoj anasazení
Tank LT vz. 38 byl vyvinut z tanku TNH, což byla původně pokusná verze, která se ve vylepšených modifikacích prodávala do zahraničí. Úkolem nového tanku bylo nahradit model LT vz. 35, jehož složitý podvozek trpěl značnou poruchovostí.
Vývoj nového lehkého tanku byl zadán v roce 1937. Zatímco Škoda nabídla vylepšenou verzi typu LT vz. 35 (což bylo přesně to, co armáda nechtěla), ČKD přišla s vývozním tankem TNH-S a po drobných úpravách jej nabídla jako TNHP. Na armádní představitele udělal tank TNHP dobrý dojem a po několika kosmetických změnách byl přijat do výzbroje pod názvem lehký tank vzor 38 (LT vz. 38). První objednávka činila 150 kusů. K jejímu předání československé armádě však nikdy nedošlo. Němci si všech 150 strojů „vyzvedli“ přímo v závodech.
Po okupaci byla nejdříve výroba zastavena, posléze ale znovu obnovena (v ČKD přejmenované na BMM – Böhmisch-Mährische Maschinenfabrik AG), protože Německo projevilo o na svou dobu vysoce kvalitní tank velký zájem. Celkově si objednalo dalších 1 396 tanků. Dostalo se mu označení Panzerkampfwagen 38(t), resp. SdKfz 140 a generálu Guderianovi pomohly v porážce Polska, Francie, Belgie, Nizozemska. Útoku na Francii se účastnilo 231 kusů. Také se účastnily útoku na SSSR v roce 1941. Zde se časem projevila slabina, kdy nebylo možné nainstalovat do věže tanku  výkonnější dělo. Proti tankům, jako byla Matylda, nebo T-34, stávající výzbroj již nestačila. Druhou slabinou se paradoxně stala jeho kvalita. Ta totiž vedla k tomu, že byl nasazován v roli středního tanku do střetného boje s protivníkovými tanky, na kterou nebyl určen. Čelní pancíř se sice v poměru k jiným lehkým tankům jevil jako velmi odolný, ale zásah výkonnější municí vedl k jeho popraskání a další zásah pak byl zničující.
Stroje byly též exportovány do států, které byly satelity Třetí říše. Např. 74 kusů označovaných jako LT-38 odebral samostatný Slovenský stát, další tanky byly dodány do Rumunska, Maďarska a dalších zemí. Po druhé světové válce sloužilo 31 tanků pod označením LT 38/37 v československé armádě.

## Lt. vz. 38 ve slovenské armádě
V období vzniku Slovenského státu se výroba typu LT vz. 38 teprve rozjížděla. Základy slovenské armády v té době tvořily tanky typu LT-35. Na počátku války si Slovensko objednalo 37 tanků LT vz. 38, které dostaly ve slovenské armádě označení LT-38. Tyto tanky byly vojensky nasazeny při invazi do Sovětského svazu. Později, v letech 1943 až 1944, odkoupilo Slovensko dalších 37 tanků vyřazených z německé výzbroje. Tanky LT-38 sehrály svou roli ve Slovenském národním povstání. Povstalci disponovali 13 tanky tohoto typu. O několik tanků přišli v bojích.

## Dochované tanky
Funkční tank Lt. vz. 38 se nachází v inventáři Vojenského historického muzea Lešany, který je opatřen československou kamufláží.
Na Slovensku jsou zachovány dva tanky Lt. vz. 38. Kompletní tank v kamufláži povstalecké armády je vystaven v Muzeu Slovenského národního povstání v Banské Bystrici. V roce 2016 k exponátům muzea přibylo torzo povstaleckého tanku 313, který od války chátral opuštěný v lesích nad Istebným.

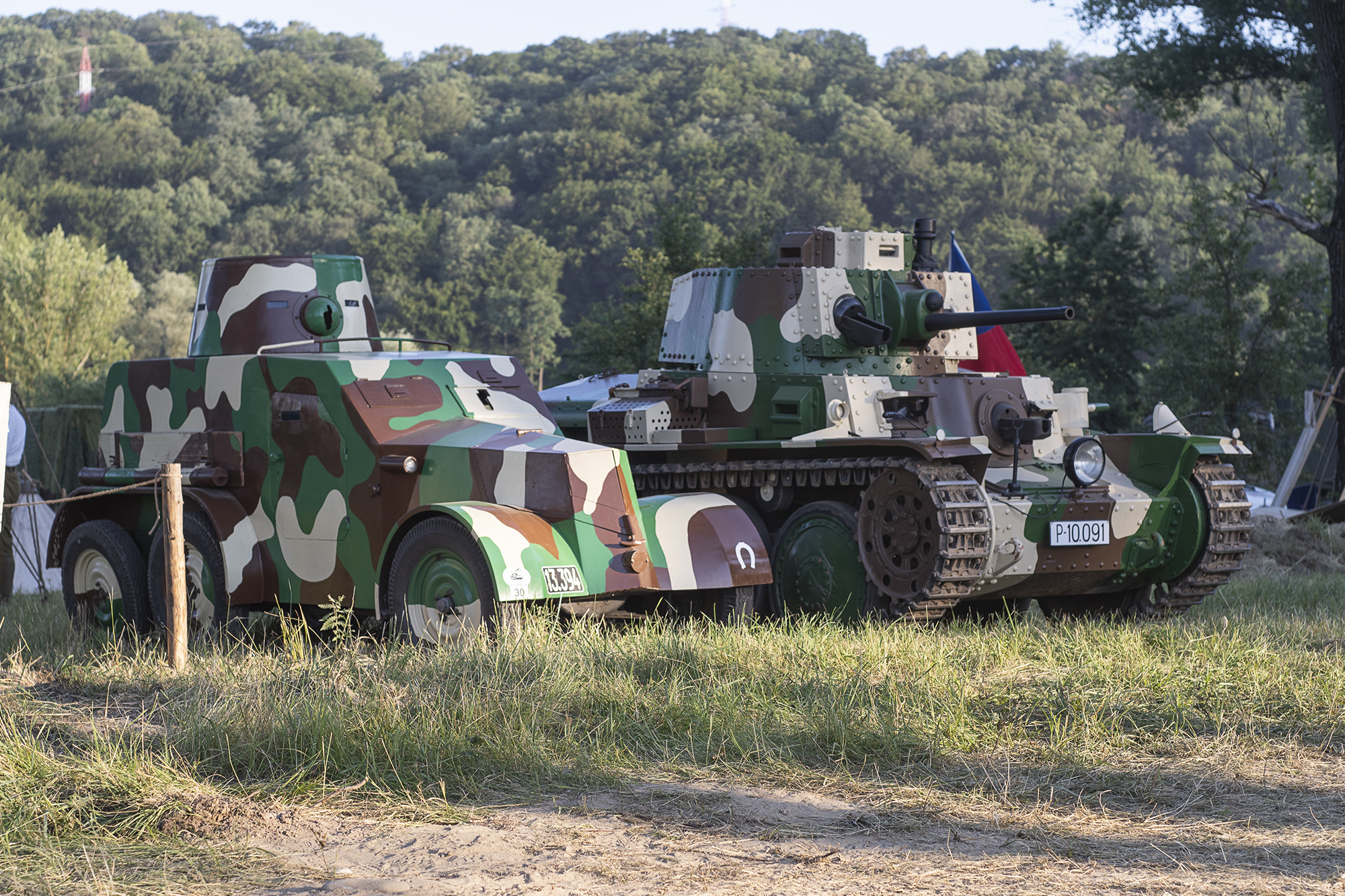
Pojízdný tank Lt. vz. 38 ze sbírek Vojenského technického muzea v Lešanech
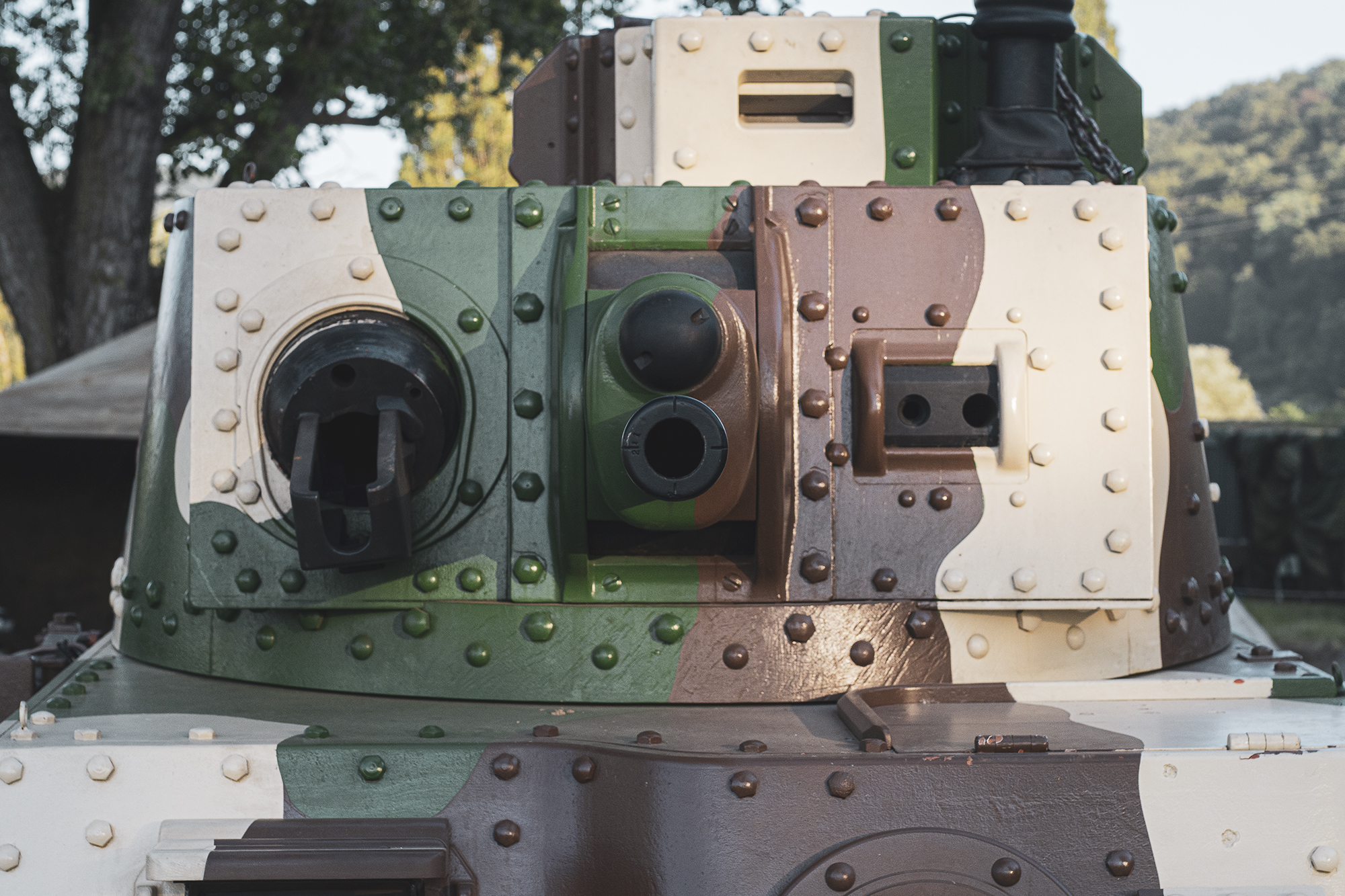
Detail věže tanku Lt. vz. 38 ze sbírek Vojenského technického muzea v Lešanech
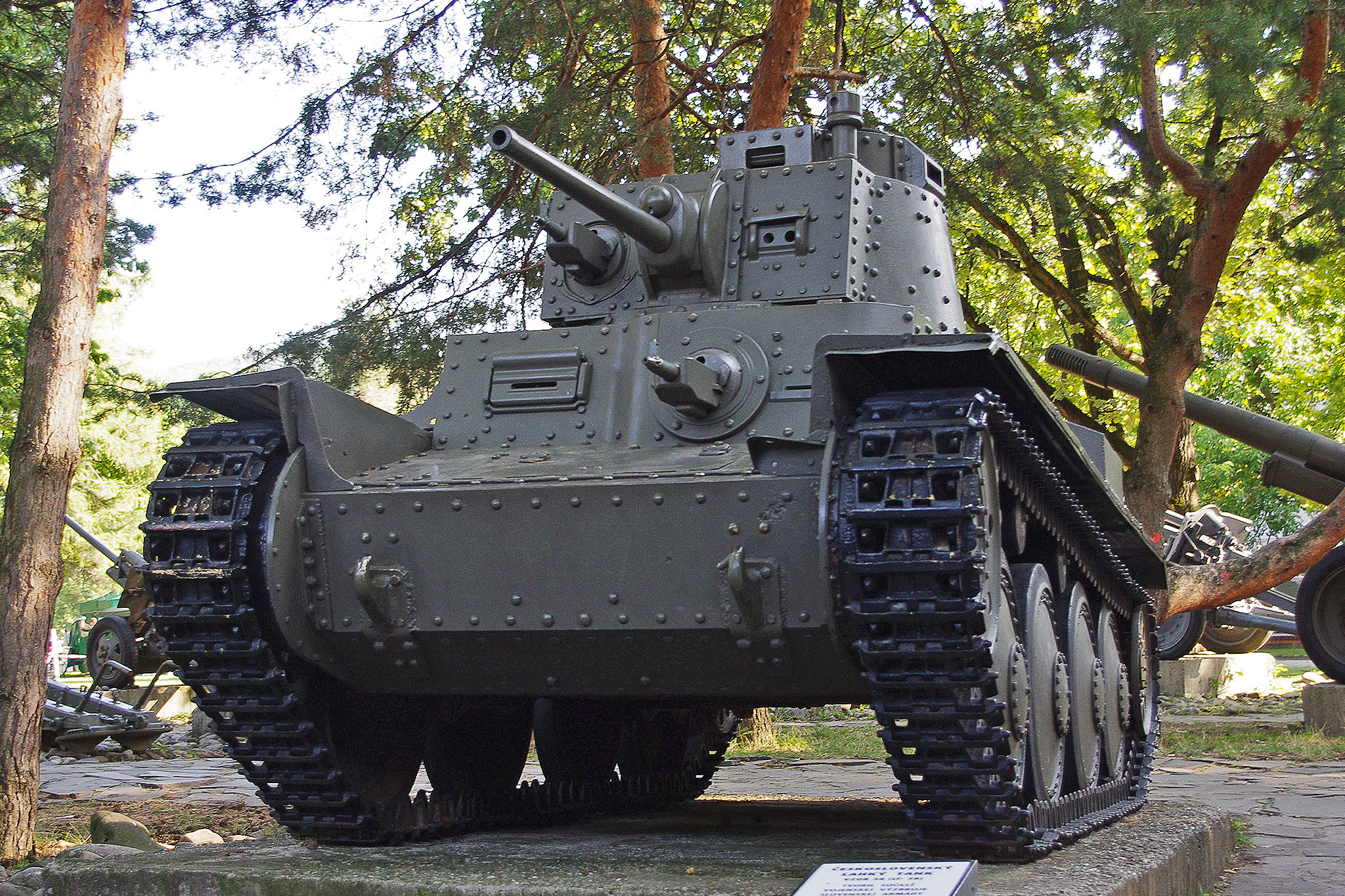
Tank Lt. vz. 38 v Muzeu Slovenského národního povstání v Banské Bystrici
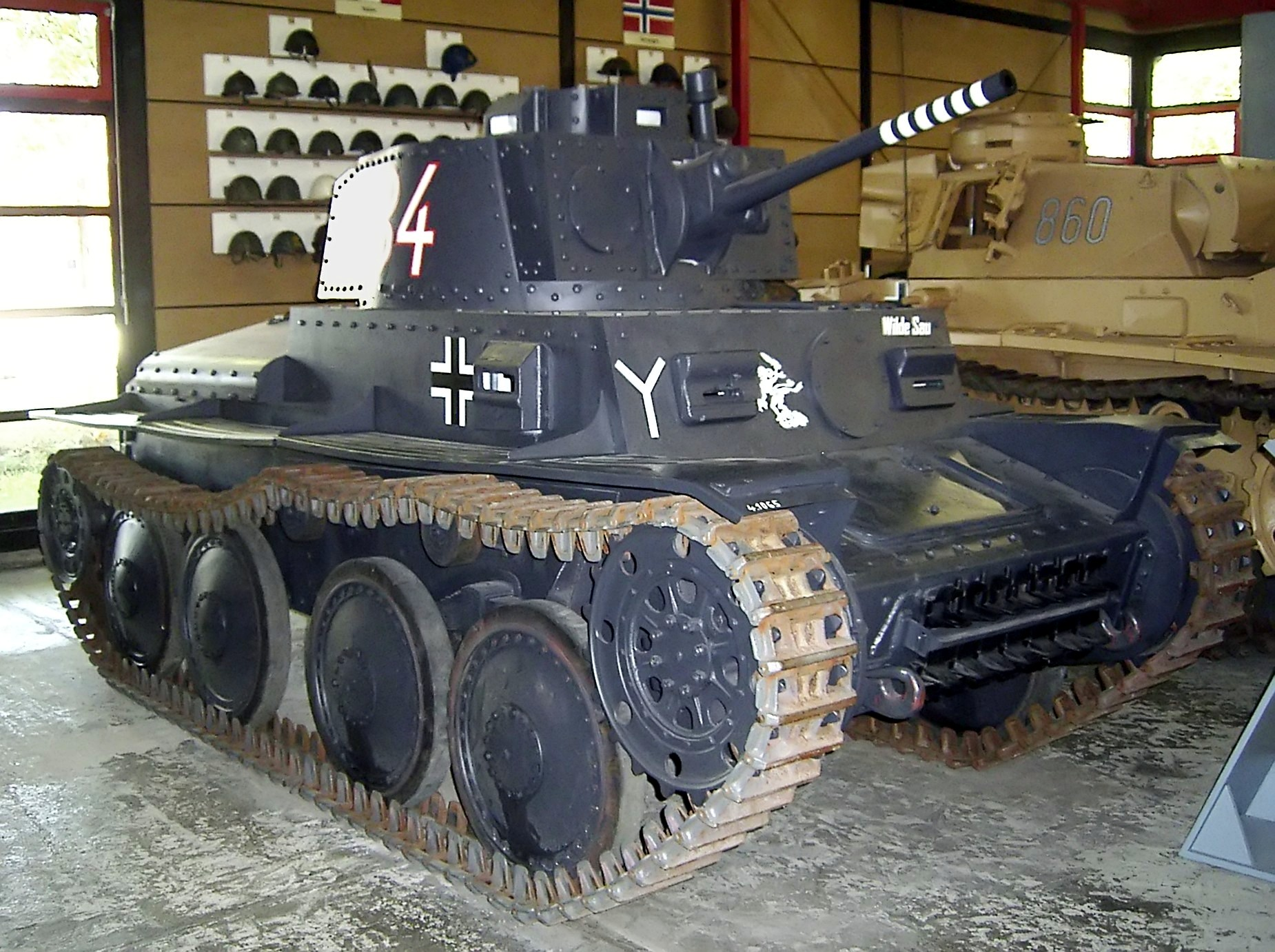
Německý Panzer 38(t) Ausf. S v muzeu v Munsteru v Německu

## Sériové typy tanku

### Původní (lehká) verze
- Pz-38(t) A (150 kusů), vyrobeny v květnu-listopadu 1939
- Pz-38(t) B (110 kusů), vyrobeny v lednu-květnu 1940
- Pz-38(t) C (110 kusů), vyrobeny v květnu-srpnu 1940
- Pz-38(t) D (105 kusů), vyrobeny v září-listopadu 1940

### „Těžké“ verze (tzv. TNHP-S)
Verze s posíleným pancířem (dvojnásobný)
- Pz-38(t) E (304 kusů), vyrobeny v listopadu 1940-květnu 1941
- Pz-38(t) F (250 kusů), vyrobeny v květnu-říjnu 1941
- Pz-38(t) G (306 kusů), vyrobeny v říjnu 1941-červnu 1942
- Ausf.S (S=Schweden, 90 kusů), tanky vyrobené původně pro Švédsko. Vyrobeny byly v červnu-říjnu 1940, vyrobeno jich bylo 90 kusů. Tyto tanky však wehrmacht už v červenci 1940 zabavil pro svou potřebu. Poté byly pro něj upraveny, aby odpovídaly Ausf.E a F, tj. verzím s dvojnásobně zesíleným čelním a bočním pancířem na věži i na korbě. Upravené tanky poté wehrmacht převzal během května až října 1941.

## Významné přestavby tanku

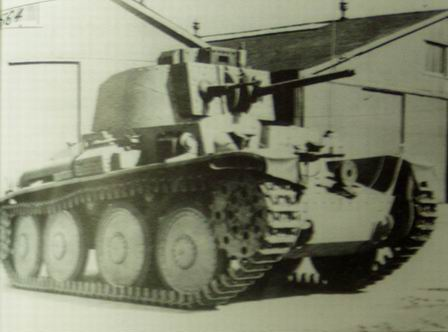
Prototyp československého tanku LT vz. 38

- Aufklärungspanzer 38(t) (70 ks)
- Flakpanzer 38(t) (též Gepard, protiletadlový tank, 140 kusů, vyráběny v listopadu 1943-únoru 1944)
- Panzerbefehlswagen 38(t) (přestavba na velitelský tank, několik desítek)
- Bergerpanzer 38(t)  (vyprošťovací a servisní vozidlo, 170 kusů)
- Marder III (stíhač tanků, 940 kusů s kanónem 7,5 cm + 350 s kanónem 76,2 mm)
- Grille (též Bison, samohybné dělo, 500 kusů)
- Jagdpanzer 38(t) Hetzer (stíhač tanků, 2 600 kusů)
- Flammpanzer 38(t) (plamenometný tank na základě Hetzer, 50 kusů)
- Leichter Einheitswaffenträger (těžký stíhač tanků/polní artilerie postaven na modifikovaném podvozku Lt vz. 38, byl vyzbrojen 8,8 cm, následně 43, kusy 1-2)
- Gepanzerter Mannschaftstransportwagen (též „Kätzchen“, obrněný transportér na základě Hetzer, 2 prototypy)
- Nahkampfkanone 1 (švýcarský lehký stíhač tanků, 1 kus)